# Arboreto de Lincoln

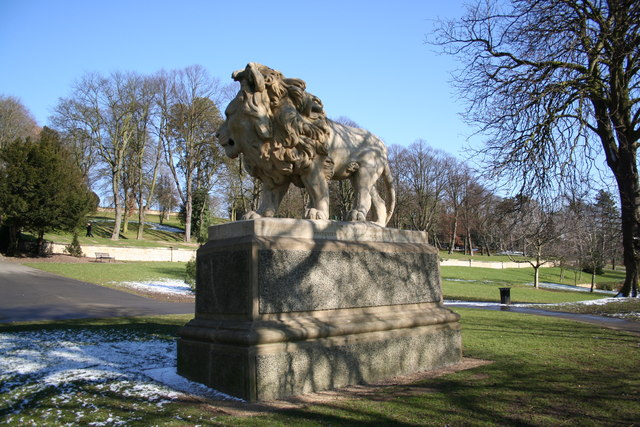
El león del arboreto. Presentado en 1872 por Alderman F.J.Clarke, alcalde de Lincoln reelegido por cuatro veces entre 1878 y 1885, que hizo su fortuna de los productos farmacéuticos, y vivió en la mansión "Bracebridge Hall". A menudo ha sido el tema de numerosas bromas y chistes en los 130 años pasados tales como el pintarlo a rayas.

El Arboreto de Lincoln (en inglés: The Lincoln Arboretum) es un parque de 8.8 hectáreas (22 acres) de extensión en Lincoln, Lincolnshire, Inglaterra, Reino Unido. El parque tiene dos charcas y una variada cubierta vegetal, fue diseñado entre 1870 y 1872 por el reconocido jardinero de la época Victoriana Edward Milner. El arboreto es un parque grado II de importancia histórica. 

## Historia
Debido a la tendencia nacional de proporcionar parque públicos, y con la proximidad de los Temple Gardens (jardines del templo), que habían funcionado sobre una base semipública, según el Acta de los Comunes de Lincoln (1870) fue aprobada. El Monks Leys Common (campo común de los monjes de Leys), situado al este de la ciudad, fue comprado por la corporación a través de un acto del parlamento. La autorización también fue dada a la venta 3 acres (1.2 ha) de la tierra para edificicaciones residenciales que ayudasen a financiar la disposición y la construcción del arboreto, que se convirtió en el primer parque verdaderamente público de Lincoln. 

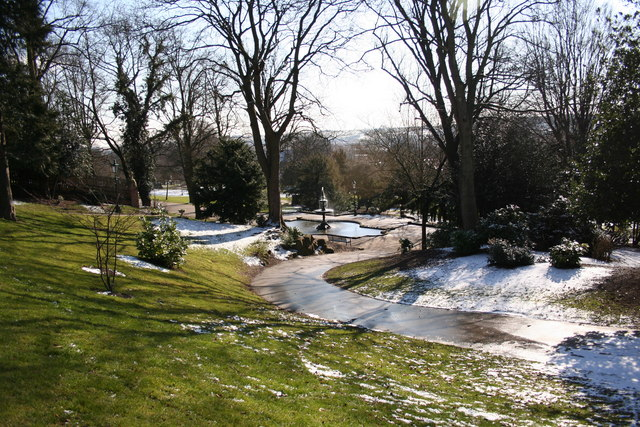
Vista general del Arboreto.

El arboreto tiene una casa de campo en su entrada del oeste en el "Monks Road" (camino de los monjes), y tiene tres terrazas de casas que lo colinda a su borde occidental: "Arboretum View", "Monks Leys Terrace", y "Woodland View".

## Reacondicionamiento del arboreto entre 2002 y 2003
El arboreto abrió de nuevo al público el 19 de septiembre de 2003, después de una renovación que costó £3 para conseguir llevarlo de nuevo a su estado original. Los trabajos han incluido: el reacondicionamiento y la mejora de las instalaciones en el Abbey Lodge (hospedería de la abadía), para proporcionar un centro de acceso de la comunidad y salones de té del visitante, la restauración del templete de la música Victoriano, los nuevos pasamanos del período, la restauración del Capricho de hierro fundido, las nuevas sendas de asfalto para peatones, los jardines restaurados y una extensa replantación, la introducción de un nuevo laberinto para los niños, el volver a allanar de los terrenos de la terraza principal, restauración de las charcas y de los puentes, apoyo y reemplazo de los pasos de piedra, nuevas columnas de iluminación, instalación de circuito cerrado de televisión (CCTV), restauración del área de juego de niños, restauración de la estatua del león y restauración de las dos características de la fuente.